# Азаров Борис Іванович
Бори́с Іва́нович Аза́ров (19 липня 1940 — 15 лютого 2013, Сімферополь) — український режисер. Заслужений діяч мистецтв УРСР (1983). Лауреата премії Автономної Республіки Крим, художній керівник — директор Республіканської організації «Кримський театр ляльок».

## Біографічні відомості
1975 року закінчив Краснодарський інститут культури.
Від 1962 року працює в Кримському театрі ляльок: спочатку був актором, від 1978 року — головний режисер, від 1998 року — художній керівник.

## Постановки
Виставами-відкриттями стали «Стійкий олов'яний Солдатик», «Шукай вітру в полі», «Зоряний хлопчик» (1985), «Карнавал ляльок» (1995). Уперше в Україні в театрі ляльок був поставлений балет і опера «Казки Чуковського».